# Desa Sobontoro (administrativ by i Indonesien, lat -7,56, long 111,39)
Desa Sobontoro är en administrativ by i Indonesien.   Den ligger i provinsen Jawa Timur, i den västra delen av landet, 500 km öster om huvudstaden Jakarta.